# Roślinność
Roślinność – termin w specjalistycznej terminologii geobotanicznej oznacza ogół zbiorowisk roślinnych na określonym obszarze, stanowiący przedmiot badań fitosocjologii. Termin uzupełniony o przymiotnik oznacza grupy zbiorowisk roślinnych, które łączy podobieństwo siedliskowe (np. roślinność wodna lub leśna), zasięgowe (np. roślinność wysokogórska lub azonalna), stopień przekształcenia (roślinność pierwotna lub półnaturalna). 
Ponieważ termin pochodzi z języka potocznego, gdzie oznaczać może dowolną grupę roślin, stosowany bywa nieprecyzyjnie w odniesieniu nie tylko do zbiorowisk roślinnych, ale też flory i generalnie szaty roślinnej.